# Am Ohmberg
Die Gemeinde Am Ohmberg ist eine Landgemeinde im Landkreis Eichsfeld (Thüringen). Sitz der Landgemeinde ist sowohl im Ortsteil Bischofferode als auch im Ortsteil Großbodungen.

## Geographie
Gliederung der Landgemeinde
Ortsteile (ehemalige Gemeinden) sind Bischofferode mit Hauröden und Thomas-Müntzer-Siedlung, Großbodungen mit Wallrode und Neustadt mit Neubleicherode.

## Geschichte
Am 1. Dezember 2010 wurde die Landgemeinde aus dem freiwilligen Zusammenschluss der Gemeinden Bischofferode mit Hauröden, Großbodungen mit Wallrode und Neustadt mit Neubleicherode gebildet. Die Gemeinde gehörte bis zu deren Auflösung am 1. Dezember 2011 der Verwaltungsgemeinschaft Eichsfeld-Südharz an. Bischofferode ist der größte Ortsteil der Gemeinde Am Ohmberg und er war bis 1990 ein Zentrum des Kalibergbaus.

## Einwohnerentwicklung
Entwicklung der Einwohnerzahl (9. Mai 2011 – Zensusdatenbank).
Grundlage der Fortschreibung der Bevölkerungszahl ist ab dem Berichtsjahr 2012 die Datenbasis des Zensus 2011 mit Stichtag 9. Mai 2011.
| Jahr | Einwohner |
| ---- | --------- |
| 2010 | 3973      |
| 2011 | 3851      |
| 2012 | 3809      |
| 2013 | 3775      |
| 2014 | 3753      |

| Jahr | Einwohner |
| ---- | --------- |
| 2015 | 3803      |
| 2016 | 3785      |
| 2017 | 3681      |
| 2018 | 3641      |
| 2019 | 3621      |

| Jahr | Einwohner |
| ---- | --------- |
| 2020 | 3580      |
| 2021 | 3578      |
| 2022 | 3626      |
| 2023 | 3638      |

Datenquelle: Thüringer Landesamt für Statistik

## Politik

### Gemeinderat
Die Kommunalwahl am 26. Mai 2024 führte zu folgendem Ergebnis (mit Vergleichszahlen der Wahl 2019):
| Partei / Liste                           | 2024          | 2024   |               | 2019   | 2019 |
| Partei / Liste                           | Stimmenanteil | Sitze  | Stimmenanteil | Sitze  |      |
| Bürger für Bürger Am Ohmberg             | 53,5 %        | 9      | 52,7 %        | 9      |      |
| Demokratische Initiative Eichsfeld (DIE) | 24,0 %        | 4      | –             | –      |      |
| Christlich Demokratische Union (CDU)     | 20,0 %        | 3      | 43,8 %        | 7      |      |
| Die Heimat (bis 2023: NPD)               | 02,5 %        | 0      | 3,5 %         | 0      |      |
| Wahlbeteiligung                          | 63,1 %        | 63,1 % | 60,3 %        | 60,3 % |      |

### Bürgermeister
Der hauptamtliche Bürgermeister ist Karl-Josef Wand (Bürger für Bürger Am Ohmberg). Er setzte sich bei der Wahl am 29. Januar 2023 gegen Heiko Steinecke (CDU) durch, der seit 2017 im Amt war. Erster Bürgermeister der Gemeinde Am Ohmberg war von 2011 bis 2017 Helmut Kirchner (CDU).

### Wappen
Blasonierung: „Über goldenem Bogenschildfuß erniedrigte Wellenteilung von Silber und Blau; unten belegt mit einer silbernen Pflugschar; daraus ein grüner beblätterter Lindenbaum.“
„Im Wappen der neu entstandenen politischen Gemeinde haben die Symbole der ehemals selbständigen Ortschaften Aufnahme gefunden. Aus dem Wappen der Gemeinde Neustadt wurde die Linde entlehnt, dem ‚redenden‘ Wappen von Bischofferode eine Pflugschar, die für die Namen gebende Rodungstätigkeit der ersten Siedler des Ortes steht. Für die Gemeinde Großbodungen wurde als Symbol für den Bach Bode, der die Gemeinden Bischofferode und Großbodungen durchfließt, bevor er bei Bleicherode in die Wipper mündet, eine blaue Wellenteilung des Schildes gewählt. Der gebogene Schildfuß weist schließlich auf den Namen der neu entstandenen Gemeinde Ohmberg hin.“

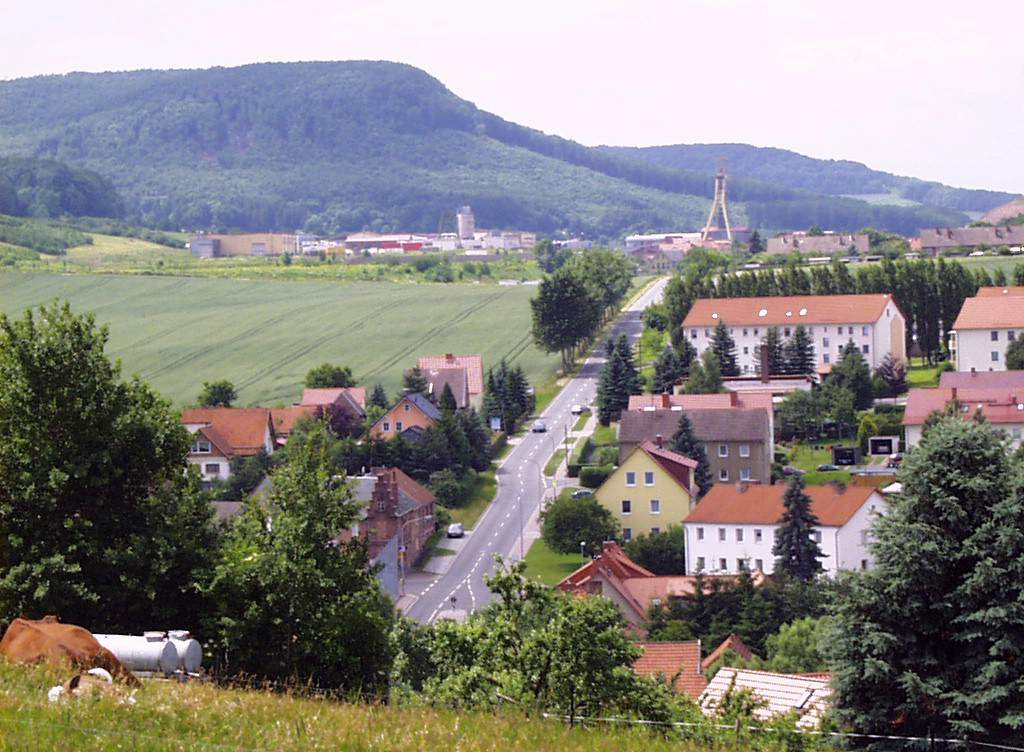
Bischofferode, Blick vom Hühnerberg
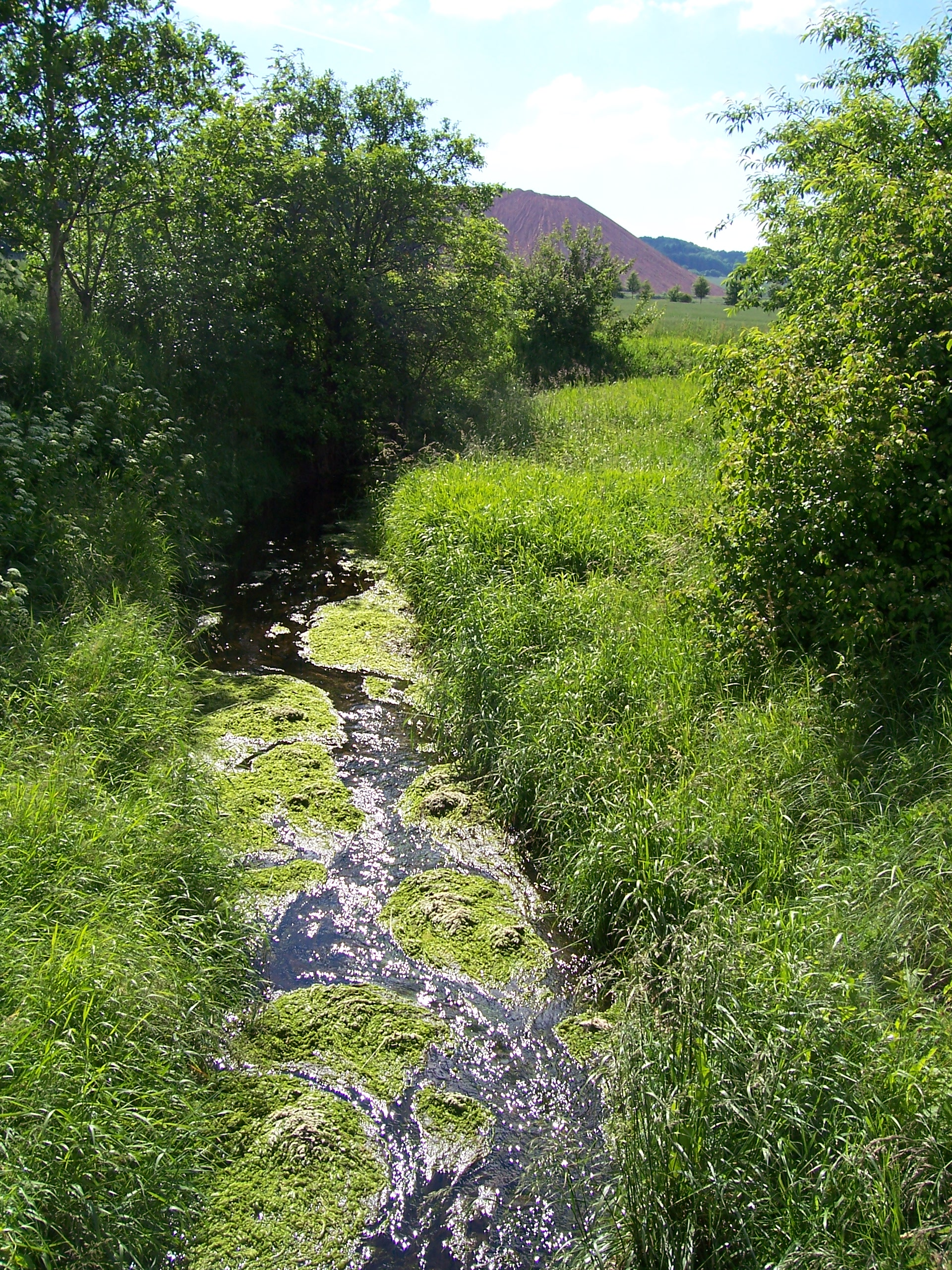
Die Bode in Bischofferode Richtung Holungen
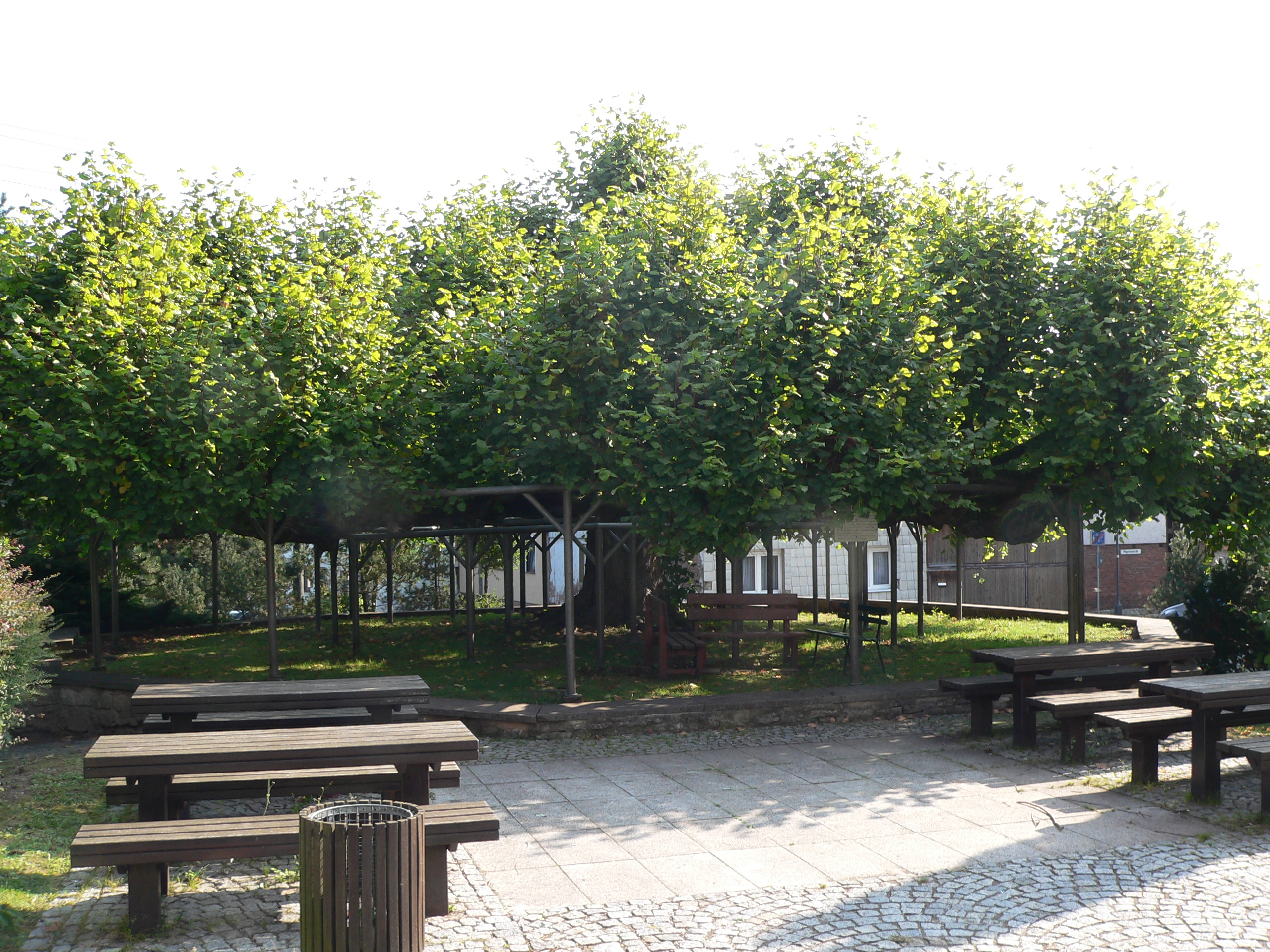
Angerlinde, etwa 375 Jahre altes Wahrzeichen von Neustadt

## Sehenswürdigkeiten

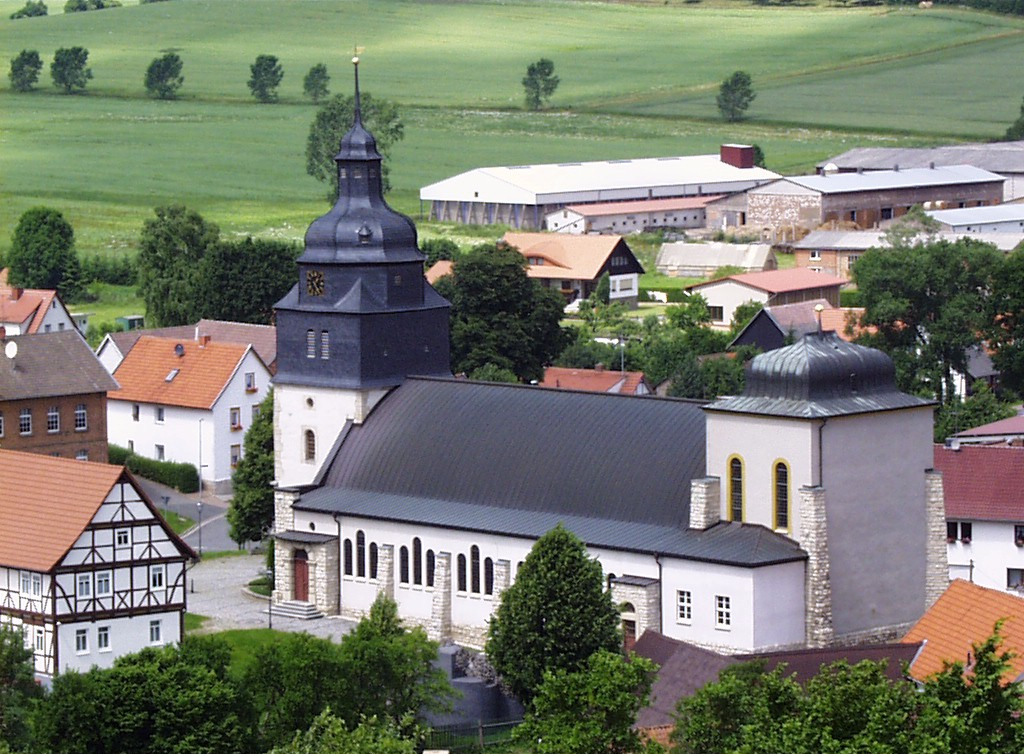
Kath. Kirche St. Marien (Bischofferode)
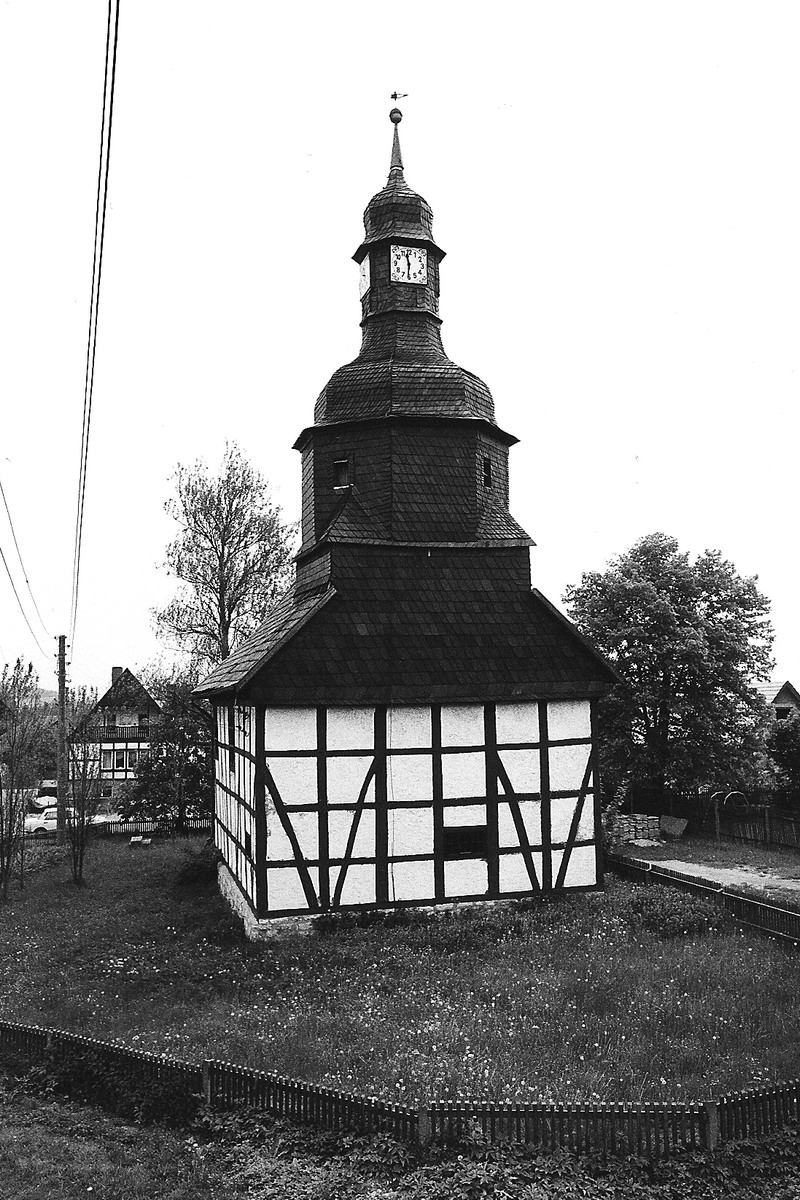
Evang. Kirche St. Trinitatis (Hauröden)
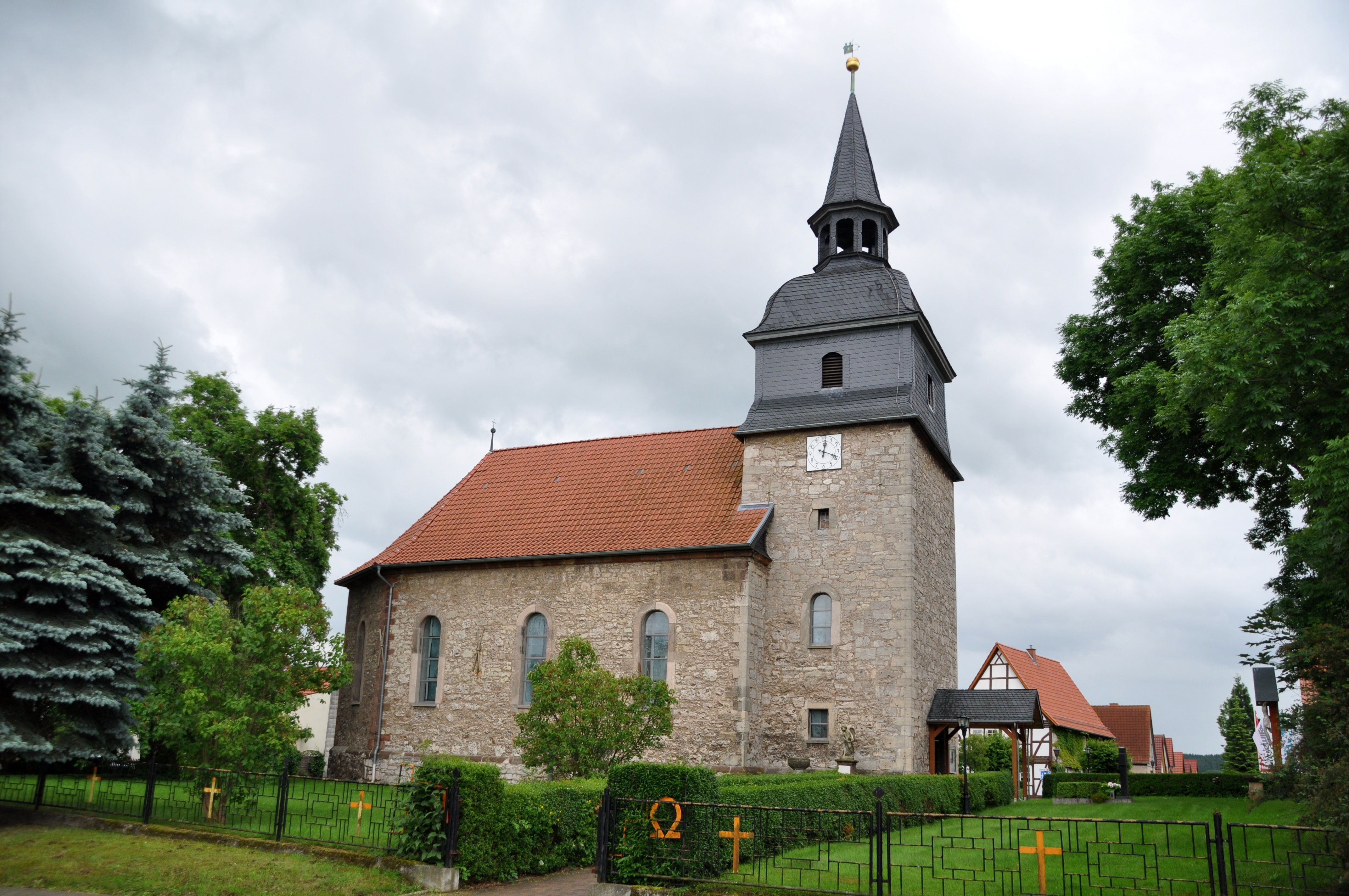
Kath. Kirche St. Simon und Judas (Neustadt)
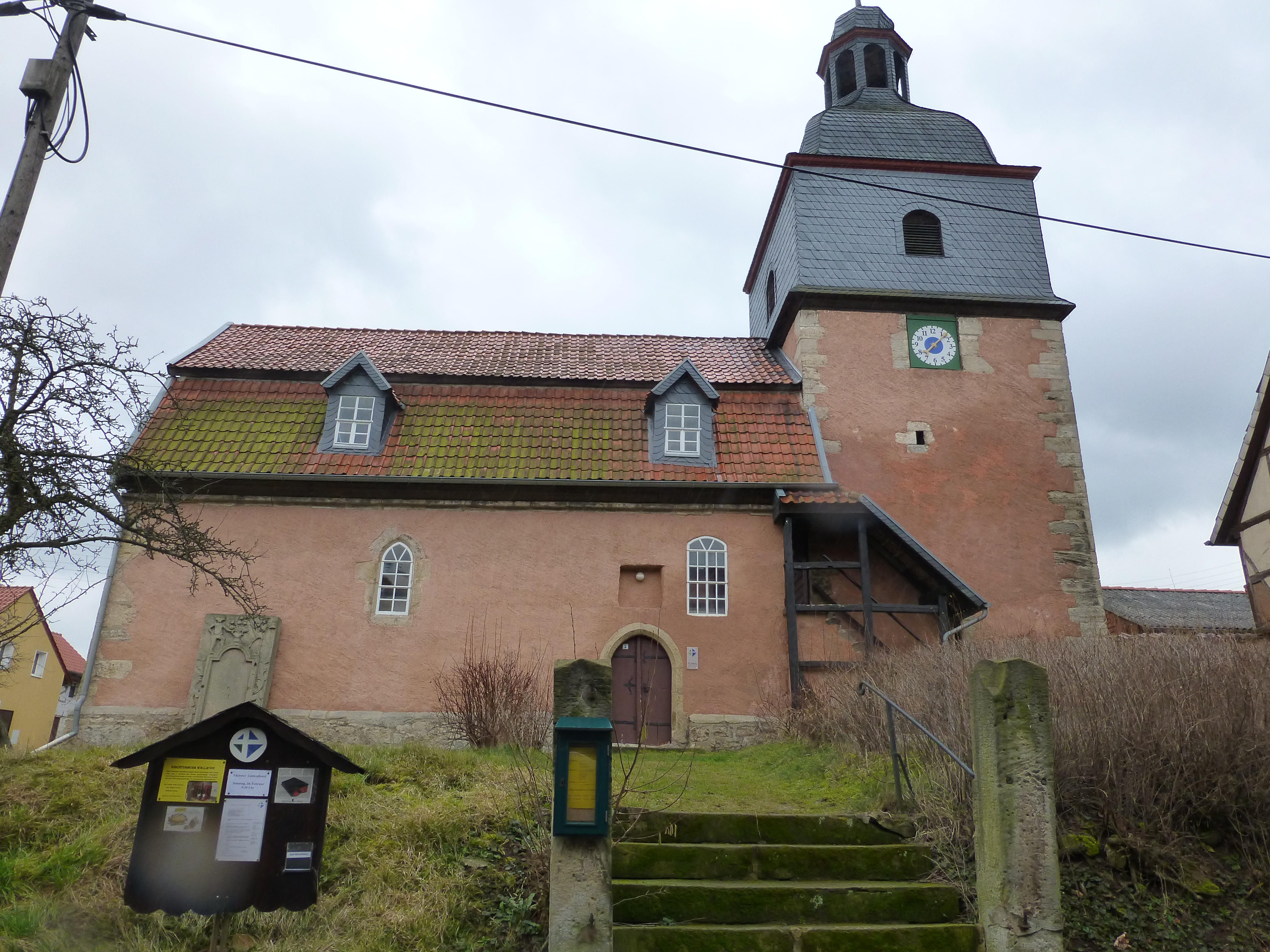
Evang. Kirche St. Georg (Wallrode)
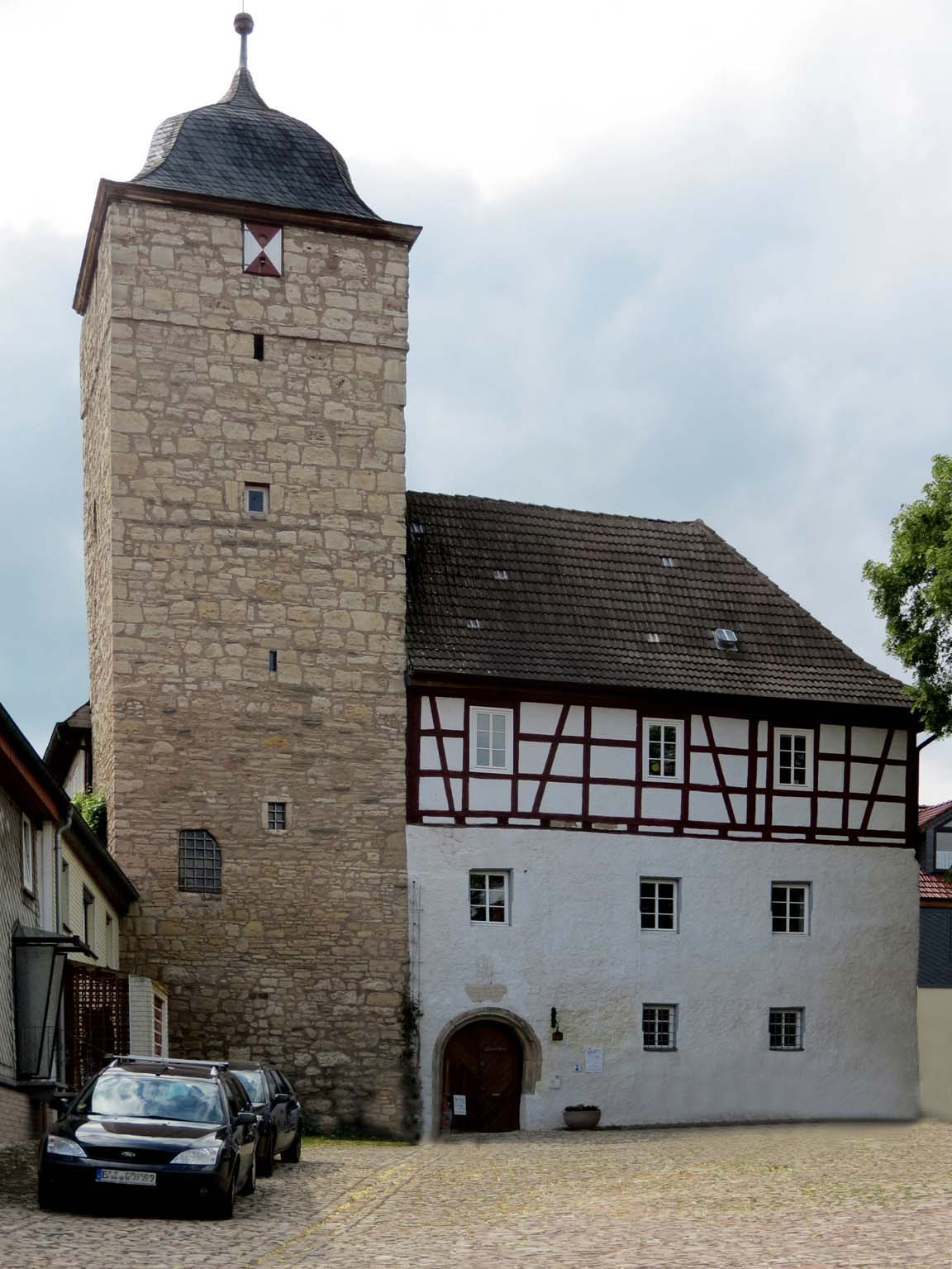
Burg Großbodungen

Siehe auch → Liste der Kulturdenkmale in Am Ohmberg